# Олденбургска династия
Олденбургската династия (на немски: Haus Oldenburg) е династия, която произлиза от северногермански княжески род, който води началото си от територията на Северен Оснабрюк. Нейните представители са графове (1108 – 1777), херцози (1777 – 1815) и велики херцози (1815 – 1918) на Олденбург, Крале на Дания (1448 – 1863), Норвегия (1450 – 1814) и Швеция (1457 – 1464; 1497 – 1501; 1520 – 1523).
Една странична линия на династия Олденбург е династията Шлезвиг-Холщайн-Зондербург-Глюксбург (наричана Глюксбургска династия), към която принадлежат управляващите кралски фамилии на Дания и Норвегия, също и кралете на Гърция до 1973 г. Също кадетска династия, образувана през 1825 г. по мъжка линия, е династията Холщайн-Готорп-Романов от Русия.
За пръв път династията е документирана с Егилмар I през 1091 г. Името идва от замъка Алденбург (Олденбург), споменат за пръв път през 1108 г. и служил за резиденция на графовете на Олденбург от средата на XII век. Първоначално олденбург е графство в Северна Германия, васално на саксонските херцози. След като Хайнрих Лъв, владетел на Саксония, губи властта, графството получава независимост. Когато старата кралска фамилия в Дания прекратява съществуването си с управлението на Кристоф III, който няма наследници, короната на страната получава олденбургския граф Кристиан VI, под името Кристиан I.

## Крале на Дания, Норвегия и Швеция
- 1448 – 1481: Кристиан I (1426 – 21.5.1481), син на Дитрих, граф на Олденбург и Хайлвик (Хедвига, крал на Норвегия (1450 – 1481), крал на Швеция (1457 – 1464). Женен (1449) за Доротея (1430 – 1495), дъщеря на бранденбургския принц Йохан, от която има три деца:

1. Йохан (2.2.1455 – 20.2.1513), следващ крал на Дания, Норвегия и Швеция;
2. Маргарет (1456 – 1486), омъжена (1469) за шотландския крал Джеймс III;
3. Фредерик I (7.10.1471 – 10.4.1533), бъдещ крал на Дания и Норвегия.[1]

- 1481 – 1513: Йохан (2.2.1455 – 20.2.1513), крал на Норвегия (1481 – 1513), крал на Швеция (1497 – 1501). Женен (1478) за Кристина (1461 – 1521), дъщеря на саксонския курфюрст Ернст, от която има две деца:

1. Кристиан II (1.7.1481 – 25.1.1559), следващ крал на Дания, Норвегия и Швеция;
2. Елизабет (1485 – 1555), омъжена за бранденбургския курфюрст Йоахим I.[1]

- 1513 – 1523: Кристиан II (1.7.1481 – 25.1.1559), крал на Норвегия (1513 – 1523), крал на Швеция (1520 – 1523). Женен (1515) за Изабела (Елизабет) (1501 – 1526), дъщеря на кастилския крал Филип I, от която има две дъщери:

1. Доротея (1520 – 1580), омъжена (1535) за пфалцкия курфюрст Фридрих II;
2. Кристина (1521 – 1590), омъжена: 1. (1534) за миланския херцог Франческо II Сфорца (1495 – 1535); 2. (1541) за лотарингския херцог Франц I (1517 – 1545).[1]

- 1523 – 1533: Фредерик I (7.10.1471 – 10.4.1533), крал на Норвегия (1523 – 1533). Женен: 1. (1502) за Анна (1487 – 1514), дъщеря на бранденбургския курфюрст Йохан Цицерон, от която има две деца; 2 (1518) за София (1498 – 1568), дъщеря на западно-поморския княз Бохуслав X Велики, от която има пет деца:

1. Кристиан III (1) (12.8.1504 – 1.1.1559), следващия крал на Дания и Норвегия;
2. Доротея (1) (1504 – 1547), омъжена (1526) за пруския херцог Албрехт фон Бранденбург-Ансбах (1490 – 1568);
3. Йохан (2) (1521 – 1580), граф Хадерслебен от 1544;
4. Елизабет (2) (1524 – 1586), омъжена: 1. (1543) за принц Магнус III фон Мекленбург (1509 – 1550); 2. (1556) за херцог Улрих III фон Мекленбург-Шверин (1528 – 1603);
5. Адолф I (2) (25.1.1526 – 1.10.1586), основател на династията Шлезвиг-Холщайн-Готорп;
6. Доротея (2) (1528 – 1575), омъжена (1573) за принц Кристоф фон Мекленбург (1537 – 1592);
7. Фридрих (2) (1532 – 1556) епископ на Хилдерсхайм и Шлезвиг от 1551.[1]

- 1533 – 1559: Кристиан III (12.8.1504 – 1.1.1559), крал на Норвегия (1533 – 1559). Женен (1525) за Доротея (1511 – 1571), дъщеря на херцог Магнус I фон Саксен-Лауенбург, от която има пет деца:

1. Анна (1532 – 1585), омъжена (1548) за саксонския курфюрст Август;
2. Фредерик II (1.7.1534 – 4.4.1588), следващ крал на Дания и Норвегия;
3. Магнус (14.8.1540 – 28.3.1583), епископ на езел и Вик (1559 – 1580), крал На Ливония (1570 – 1578), женен (1573) за княгиня Мария Владимировна Старицка;
4. Йохан (25.3.1545 – 9.10.1622), основател на клона Шлезвиг-Холщайн-Зондербург;
5. Доротея (1546 – 1617), омъжена (1561) за херцог Вилхелм фон Брауншвайг-Люнебург (1535 – 1592).[1]

- 1559 – 1588: Фредерик II (1.7.1534 – 4.4.1588), крал на Норвегия (1559 – 1588). Женен (1572) за София (1557 – 1631), дъщеря на херцог Улрих III фон Мекленбург-Шверин, от която има седем деца:

1. Елизабет (1573 – 1626), омъжена (1590) за херцог Хайнрих Юлий фон Брауншвайг-Волфенбютел (1564 – 1613);
2. Анна (1574 – 1619), омъжена (1589) за английския крал Джеймс I;
3. Кристиан IV (12.4.1577 – 28.2.1648), следващ крал на Дания и Норвегия;
4. Улрик йохан (1578 – 1624), женен за графиня Екатерина Хан
5. Августа (Амалия) (1580 – 1639), омъжена (1596) за Йохан Адолф фон Шлезвиг-Холщайн-Готорп (1575 – 1616);
6. Хедвига (1581 – 1641), омъжена (1602) за саксонския курфюрст Кристиан II (1583 – 1611);
7. Йохан (1583 – 1602), женен (1602) за Ксения Годунова (1582 – 1622), дъщеря на руския цар Борис Годунов.[2]

- 1588 – 1648: Кристиан IV (12.4.1577 – 28.2.1648), крал на Норвегия (1588 – 1648). Женен: 1. (1597) за Анна Катарина (1575 – 1612), дъщеря на бранденбургския курфюрст Йоахим Фридрих, от която има три деца достигнали пълнолетие: 2. (1615) морганатичен брак (развод 1630) с Кирстен Мунк (1598 – 1658), от която има десет деца, без право да наследство:

1. Кристиан (1603 – 1647), женен (1634) за Магдалена Сибила (1617 – 1668), дъщеря на саксонския курфюрст Йохан Георг I;
2. Фредерик III (18.3.1609 – 9.2.1670), следващ крал на Дания и Норвегия;
3. Улрик (1611 – 1633).[2]

- 1648 – 1670: Фредерик III (18.3.1609 – 9.2.1670), крал на Норвегия (1648 – 1670). Женен (1643) за София Амалия (1628 – 1685), дъщеря на Георг фон Брауншвайг-Каленберг, от която има шест деца:

1. Кристиан V (15.4.1646 – 25.8.1699), следващ крал на Дания и Норвегия;
2. Анна София (1647 – 1717), омъжена за саксонския курфюрст Йохан Георг III (1647 – 1691);
3. Фредерика Амалия (1649 – 1704), омъжена (1667) за херцог Кристиан Албрехт фон Шлезвиг-Холщайн-Готорп (1641 – 1695);
4. Вилхелмина Ернестина (1650 – 1706), омъжена (1671) за пфалцкия курфюрст Карл II (1651 – 1695);
5. Георг (Йорген) (1653 – 1708), женен (1683) за английската кралица Анна, дъщеря на английския крал Джеймс II;
6. Улрика Елеонора (1656 – 1693), омъжена (1680) за шведския крал Карл XI.[2]

- 1670 – 1699: Кристиан V (15.4.1646 – 25.8.1699), крал на Норвегия (1670 – 1699). Женен (1667) за Шарлота Амалия (1650 – 1714), дъщеря на ландграф Вилхелм VI фон Хесен-Касел, от която има пет деца:

1. Фредерик IV (11.10.1671 – 12.10.1730), следващ крал на Дания и Норвегия;
2. Кристиан (1675 – 1695);
3. София Хедвига (1677 – 1735);
4. Карл (1680 – 1729);
5. Вилхелм (1687 – 1705).[3]

- 1699 – 1730: Фредерик IV (11.10.1671 – 12.10.1730), крал на Норвегия (1699 – 1730). Женен: 1. (1695) за Луиза (1667 – 1721), дъщеря на херцог Густав Адолф фон Мекленбург, от която има две деца достигнали пълнолетие: 2. (1721) за Анна София (1693 – 1743), дъщеря на граф Конрад фон Ревентлов, от която няма живи деца:

1. Кристиан VI (30.11.1699 – 6.8.1746), следващ крал на Дания и Норвегия;
2. Шарлота Амалия (1706 – 1782).[3]

- 1730 – 1746: Кристиан VI (30.11.1699 – 6.8.1746), крал на Норвегия (1730 – 1746). Женен (1721) за София Магдалена (1700 – 1770), дъщеря на херцог Кристиан Хайнрих фон Бранденбург-Кулмбах, от която има две деца:

1. Фредерик V (31.3.1723 – 14.1.1766), следващ крал на Дания и Норвегия;
2. Луиза (1726 – 1756), омъжена (1749) за херцог Ернст Фридрих III фон Саксония-Хилдбургхаузен (1727 – 1780).[3]

- 1746 – 1766: Фредерик V (31.3.1723 – 14.1.1766), крал на Норвегия (1746 – 1766). Женен: 1. (1743) за Луиза (1724 – 1751), дъщеря на английския крал Джордж II, от която има четири деца; 2. (1752) за Юлиана (1729 – 1796), дъщеря на херцог Фердинанд Албрехт II фон Брауншвайг-Волфенбютел, от която има един син:

1. София Магдалена (1) (1746 – 1813), омъжена (1766) за шведския крал Густав III (1746 – 1792);
2. Вилхелмина Каролина (1) (1747 – 1820), омъжена (1764) за курфюрст Вилхелм I фон Хесен-Касел;
3. Кристиан VII (1) (29.1.1749 – 13.3.1808), следващ крал на Дания и Норвегия;
4. Луиза (1) (1750 – 1831), омъжена (1766) за ландграф Карл фон Хесен-Касел (1744 – 1836);
5. Фредерик (1753 – 1805), женен (1774) за София Фредерика (1758 – 1794), дъщеря на херцог Лудвиг фон Мекленбург, от която има четири деца, достигнали пълнолетие:
  1. Кристиан VIII (18.9.1786 – 20.1.1848), бъдещ крал на Дания и Норвегия;
  2. Юлиана София (1788 – 1850), омъжена (1812) за принц Вилхелм фон Хесен-Филипстал (1786 – 1834);
  3. Луиза Шарлота (1789 – 1864), омъжена (1810) за ландграф Вилхелм фон Хесен-Касел (1787 – 1867);
  4. Фердинанд (1792 – 1863), женен (1829) за Каролина (1793 – 1881), дъщеря на датския крал Фредерик VI.[3]

- 1766 – 1808: Кристиан VII (29.1.1749 – 13.3.1808), крал на Норвегия (1766 – 1808). Женен (1766, развод 1772) за Каролина Матилда (1751 – 1775), сестра на английския крал Джордж III, от която има две деца:

1. Фредерик VI (28.1.1768 – 3.12.1839), следващ крал на Дания и Норвегия;
2. Луиза Августа (1771 – 1843), омъжена (1786) за херцог Фридрих Кристиан II фон Шлезвиг-Холщайн-Зондербург-Августенбург (1765 – 1814).[3]

- 1808 – 1839: Фредерик VI (28.1.1768 – 3.12.1839), крал на Норвегия (1808 – 1814). Женен (1790) за Мария-София-Фридерика (1767 – 1852), дъщеря на ландграф Карл фон Хесен-Касел, от която има само две дъщери, достигнали пълнолетие:

1. Каролина (1793 – 1881), омъжена (1829) за принц Фердинанд (1792 – 1863), втори син на датския крал Кристиан VII;
2. Вилхелмина (1808 – 1891), омъжена: 1. (1828, развод 1837) за бъдещия датски крал Фредерик VII; 2. (1838) за херцог Карл фон Шлезвиг-Холщайн-Зондербург-Глюксбург.[3]

- 1839 – 1848: Кристиан VIII (18.9.1786 – 20.1.1848), крал на Норвегия (1814). Женен: 1. (1806, развод 1810) за Шарлота Фридерика (1784 – 1840), дъщеря на великия херцог Фридрих Франц фон Мекленбург-Шверин, от която има един син, следващия крал на Дания Фредерик VII (6.10.1808 – 15.11.1863); 2. (1815) за Каролина (1796 – 1881), дъщеря на херцог Фридрих Кристиан II фон Шлезвиг-Холщайн-Зондербург-Августенбург (1765 – 1814), от която няма деца.[3]
- 1848 – 1863: Фредерик VII (6.10.1808 – 15.11.1863). Женен: (1828, развод 1837) за Вилхелмина (1808 – 1891), дъщеря на датския крал Фредерик VI, от която няма деца; 2. (1841, развод 1846) за Каролина (Мария-Ана) (1821 – 1876), дъщеря на великия херцог Георг-Фридрих фон Мекленбург-Щрелиц, от която отново няма деца; 3. (1850) за Луиза Кристина Расмусен (1814 – 1874), „графиня Данер“, от която също няма деца.[3]

## Кратка историческа справка
Първото разделяне на старшата линия на Олденбургската династия става през 1544 г. когато се отделя клона Шлезвиг-Холщайн-Готорп (херцогството било образувано през 1474 г. под името Обединено херцогство Холщайн в състава на Свещената Римска империя). Неин основател е Адолф I, син на датския крал Фредерик I. Този клон владеел земи в Холщайн и столица на неговите владения е бил град Кил. Новото херцогство е било образувано през 1544 г. независимо от водещите се бойни действия и частичното му разделяне, частите които управлявал клона на династията остават в пределите на Свещената Римска империя. Херцозите Шлезвиг-Холщайн-Готорп постоянно били в конфликт с Дания с цел опазване на своите владения. Те винаги били в династически съюз с Швеция – противници на датската корона. Поражението на шведския крал Карл XII във Великата Северна война против Русия и създадената от Петър Велики Руска империя принудили племенника на Карл XII, Карл Фридрих фон Шлезвиг-Холщайн-Готорп (1702 – 1739), един от бившите наследници на шведската корона да сключи съюз с Русия.
Средната линия на Олденбургската династия, основана от брата на датския крал Фредерик II, херцог Йохан (1545 – 1622), получава названието Шлезвиг-Холщайн-Зондербург (голяма част от новообразуваното титулярно херцогство, в т.ч. и град Глюксбург, остават в пределите на Свещената Римска империя). От своя страна клонът Шлезвиг-Холщайн-Зондербург през 17-ти век се разпада на два странични клона: Шлезвиг-Холщайн-Августенбург и Шлезвиг-Холщайн-Зондербург-Бек. Един от представителите на втората странична линия Петър Август (1698 – 1775) става руски генерал-фелдмаршал. Един от неговите потомци след смъртта на крал Фредерик VII през 1863 г., който няма деца, наследява датския престол под името Кристиан IX. До 14 януари 2024 г. Дания се управлява от неговата правнучка кралица Маргрете II. Синът на Кристиан IX Георг през 1862 г. получава гръцкия кралски престол. Глюксбургите управляват Гърция до свалянето на монархията през 1974 г. Гръцката принцеса София е кралица на Испания в периода 1975 – 2014 г., а гръцкият принц Филип, херцог на Единбург е съпруг на британската кралица Елизабет II. Майката на последния руски император Николой II, императрица Мария Фьодоровна (Дагмар Датска) е била дъщеря на крал Кристиан IX
Глюксбургския клон на Олденбургската династия през 1905 г. се възкачват и на норвежкия престол, на който сега пребивава крал Харалд V.